# Contre-la-montre masculin aux championnats du monde de cyclisme sur route 1998
Navigation
1997 1999
Le contre-la-montre masculin des championnats du monde de cyclisme sur route 1998 a lieu le 8 octobre 1998 autour de Fauquemont aux Pays-Bas. Il est remporté par l'Espagnol Abraham Olano.

## Parcours
Ce contre-la-montre part du Vrijthof à Maastricht. La ligne d'arrivée est placée deux kilomètres après le Cauberg, à Fauquemont. Le parcours de 43,5 km est jugé « très technique ». Il emprunte deux côtes de l'Amstel Gold Race : le Bemelerberg (nl) (pente moyenne de 11 %, au km 9) et le Cauberg (12 %, km 41).
Pour le coureur belge Marc Streel, « le parcours est dégueulasse, indigne d'un championnat du monde. Il est dangereux, nerveux, technique, ça n'a rien à voir avec les Nations ou un chrono du Tour. Ça monte, ça descend, ça tourne dans tous les sens. »

## Participation
Aucun des trois derniers champions du monde du contre-la-montre ne participe à cette édition. Miguel Indurain a arrêté sa carrière en janvier 1997, le tenant du titre Laurent Jalabert a déclaré forfait. Le champion de 1996, Alex Zülle, est suspendu à la suite de ses aveux de dopage dans l'affaire Festina.
Abraham Olano, récent vainqueur du Tour d'Espagne et d'une étape contre-la-montre, fait figure de favori. Il a été vice-champion du monde du contre-la-montre en 1995, et vice-champion olympique l'année suivante, battu les deux fois par Indurain. Il estime que le parcours, sinueux, ne lui convient pas.
Son compatriote Melchor Mauri, est un de ses principaux rivaux. Lance Armstrong s'est montré en forme en Espagne. Quatrième du classement général, il s'est classé troisième du dernier contre-la-montre. Trois anciens médaillés ne sont pas parus en forme optimale à la Vuelta : Chris Boardman, Serhiy Honchar, et Uwe Peschel.

## Déroulement de la course et résultat
Abraham Olano remporte ce contre-la-montre en 45 min 17 s 02, avec 37 secondes d'avance sur Melchor Mauri et 47 sur Serhiy Honchar. Il devient le premier coureur à avoir gagné les championnats du monde du contre-la-montre et de la course en ligne.
Au premier point intermédiaire après huit kilomètres, Uwe Peschel est premier avec deux secondes d'avance. Olano prend ensuite l'avantage, et Peschel finit cinquième à plus d'une minute,. Lance Armstrong est quatrième et confirme son retour au plus haut niveau, deux ans après la découverte de son cancer.
Ruslan Ivanov, Joaquim Andrade et Serguei Ivanov sont disqualifiés pour avoir enlevé leur casque avant de franchir la ligne d'arrivée. Martin Rittsel n'a pas pris le départ et Ondřej Sosenka n'a pas terminé la course.

## Classement complet
|                           | Coureur               | Pays        | 8,4 km         | 27,6 km        | 36,1 km        | 43,5 km        | Écart      |
| ------------------------- | --------------------- | ----------- | -------------- | -------------- | -------------- | -------------- | ---------- |
| Médaille d'or, monde      | Abraham Olano         | Espagne     | 10 min 59 s 08 | 34 min 51 s 09 | 45 min 17 s 02 | 54 min 32 s 01 |            |
| Médaille d'argent, monde  | Melchor Mauri         | Espagne     | 11 min 02 s 05 | 34 min 59 s 08 | 45 min 43 s 06 | 55 min 09 s 06 | 37 s       |
| Médaille de bronze, monde | Serhiy Honchar        | Ukraine     | 11 min 01 s 08 | 35 min 03 s 01 | 45 min 46 s 01 | 55 min 19 s 08 | 47 s       |
| DSQ                       | Lance Armstrong       | États-Unis  | 11 min 06 s 03 | 35 min 04 s 02 | 45 min 44 s 00 | 55 min 28 s 09 | 56 s       |
| 5                         | Uwe Peschel           | Allemagne   | 10 min 57 s 08 | 35 min 07 s 07 | 45 min 57 s 07 | 55 min 39 s 03 | 1 min 07 s |
| 6                         | Beat Zberg            | Suisse      | 11 min 10 s 05 | 35 min 22 s 06 | 46 min 02 s 01 | 55 min 43 s 06 | 1 min 11 s |
| 7                         | Jonathan Vaughters    | États-Unis  | 11 min 03 s 07 | 35 min 04 s 06 | 45 min 53 s 02 | 55 min 45 s 03 | 1 min 13 s |
| 8                         | Michael Sandstød      | Danemark    | 11 min 03 s 05 | 35 min 38 s 08 | 46 min 21 s 08 | 56 min 06 s 05 | 1 min 34 s |
| 9                         | Viatcheslav Ekimov    | Russie      | 11 min 11 s 02 | 35 min 37 s 05 | 46 min 27 s 06 | 56 min 20 s 00 | 1 min 47 s |
| 10                        | Erik Dekker           | Pays-Bas    | 11 min 15 s 09 | 35 min 50 s 06 | 46 min 30 s 03 | 56 min 21 s 05 | 1 min 49 s |
| 11                        | Chris Boardman        | Royaume-Uni | 11 min 11 s 09 | 35 min 44 s 02 | 46 min 46 s 05 | 56 min 22 s 05 | 1 min 50 s |
| 12                        | Martin Hvastija       | Slovénie    | 11 min 03 s 09 | 35 min 51 s 00 | 46 min 44 s 09 | 56 min 26 s 06 | 1 min 54 s |
| 13                        | Marco Velo            | Italie      | 11 min 03 s 03 | 35 min 52 s 04 | 46 min 39 s 01 | 56 min 27 s 06 | 1 min 55 s |
| 14                        | Peter Meinert-Nielsen | Danemark    | 11 min 15 s 05 | 35 min 47 s 07 | 46 min 39 s 05 | 56 min 29 s 02 | 1 min 57 s |
| 15                        | Fabio Malberti        | Italie      | 11 min 12 s 05 | 35 min 49 s 01 | 46 min 35 s 03 | 56 min 29 s 07 | 1 min 57 s |
| 16                        | Sergiy Matveyev       | Ukraine     | 11 min 13 s 08 | 36 min 11 s 08 | 46 min 55 s 09 | 56 min 59 s 06 | 2 min 27 s |
| 17                        | Filip Branko          | Slovénie    | 11 min 35 s 02 | 36 min 24 s 00 | 47 min 00 s 00 | 57 min 00 s 06 | 2 min 28 s |
| 18                        | Francisque Teyssier   | France      | 11 min 18 s 04 | 35 min 59 s 08 | 46 min 59 s 06 | 57 min 01 s 09 | 2 min 29 s |
| 19                        | Lauri Aus             | Estonie     | 11 min 14 s 08 | 36 min 10 s 04 | 47 min 19 s 02 | 57 min 02 s 01 | 2 min 30 s |
| 20                        | Bradley McGee         | Australie   | 11 min 22 s 07 | 36 min 25 s 07 | 47 min 03 s 01 | 57 min 04 s 02 | 2 min 32 s |
| 21                        | Grischa Niermann      | Allemagne   | 11 min 16 s 02 | 36 min 17 s 04 | 47 min 13 s 02 | 57 min 10 s 01 | 2 min 38 s |
| 22                        | Andrey Mizourov       | Kazakhstan  | 11 min 23 s 05 | 36 min 23 s 07 | 47 min 22 s 00 | 57 min 22 s 06 | 2 min 50 s |
| 23                        | Alexandre Vinokourov  | Kazakhstan  | 11 min 19 s 02 | 36 min 33 s 09 | 47 min 34 s 08 | 57 min 30 s 07 | 2 min 58 s |
| 24                        | Milan Kadlec          | Tchéquie    | 11 min 21 s 05 | 36 min 33 s 04 | 47 min 40 s 05 | 57 min 38 s 00 | 3 min 05 s |
| 25                        | Servais Knaven        | Pays-Bas    | 11 min 24 s 09 | 36 min 49 s 05 | 47 min 54 s 07 | 58 min 03 s 02 | 3 min 31 s |
| 26                        | Marc Streel           | Belgique    | 11 min 34 s 03 | 36 min 52 s 05 | 47 min 55 s 00 | 58 min 06 s 01 | 3 min 34 s |
| 27                        | Gilles Maignan        | France      | 11 min 39 s 02 | 36 min 59 s 07 | 48 min 06 s 03 | 58 min 15 s 00 | 3 min 42 s |
| 28                        | Stuart Dangerfield    | Royaume-Uni | 11 min 39 s 04 | 37 min 07 s 05 | 48 min 11 s 07 | 58 min 16 s 08 | 3 min 44 s |
| 29                        | Dainis Ozols          | Lettonie    | 11 min 30 s 07 | 37 min 02 s 00 | 48 min 18 s 08 | 58 min 41 s 08 | 4 min 09 s |
| 30                        | Dariusz Baranowski    | Pologne     | 11 min 35 s 02 | 37 min 01 s 08 | 48 min 27 s 05 | 58 min 43 s 03 | 4 min 11 s |
| 31                        | Ján Valach            | Slovaquie   | 11 min 32 s 03 | 37 min 22 s 03 | 48 min 36 s 06 | 58 min 58 s 02 | 4 min 26 s |
| 32                        | José Azevedo          | Portugal    | 11 min 44 s 09 | 37 min 50 s 04 | 48 min 57 s 00 | 59 min 06 s 09 | 4 min 34 s |
| 33                        | Igor Bonciucov        | Moldavie    | 11 min 38 s 02 | 37 min 56 s 03 | 49 min 14 s 09 | 59 min 24 s 06 | 4 min 52 s |
| 34                        | Michael Andersson     | Suède       | 11 min 47 s 07 | 37 min 20 s 02 | 48 min 39 s 00 | 59 min 31 s 08 | 4 min 59 s |
| 35                        | Piotr Przydział       | Pologne     | 11 min 53 s 02 | 38 min 23 s 04 | 49 min 12 s 07 | 59 min 34 s 04 | 5 min 02 s |
| 36                        | Amar El Nady          | Égypte      | 12 min 05 s 07 | 38 min 55 s 02 | 50 min 21 s 08 | 61 min 01 s 00 | 6 min 28 s |
| 37                        | Vasilis Anastopoulos  | Grèce       | 12 min 02 s 03 | 39 min 06 s 05 | 50 min 31 s 06 | 61 min 06 s 00 | 6 min 33 s |
| 38                        | Bruno Boscardin       | Suisse      | 11 min 46 s 02 | 38 min 38 s 06 | 50 min 29 s 05 | 61 min 34 s 00 | 7 min 01 s |
| 39                        | Miroslav Liptak       | Slovaquie   | 12 min 20 s 09 | 39 min 26 s 06 | 51 min 11 s 09 | 62 min 01 s 00 | 7 min 28 s |
| 40                        | Tomokazu Fujino       | Japon       | 12 min 23 s 09 | 39 min 35 s 01 | 51 min 12 s 02 | 62 min 05 s 00 | 7 min 32 s |
| 41                        | Benjamin Loberant     | Israël      | 12 min 18 s 06 | 39 min 53 s 08 | 51 min 39 s 09 | 62 min 34 s 00 | 8 min 01 s |
| 42                        | Kyoshi Miura          | Japon       | 12 min 47 s 00 | 40 min 59 s 08 | 52 min 46 s 08 | 63 min 56 s 00 | 9 min 23 s |